# روفوس هاردي
روفوس هاردي (بالإنجليزية: Rufus Hardy)‏ هو قاضي ومحامي وسياسي أمريكي، ولد في 16 ديسمبر 1855 في مقاطعة مونرو في الولايات المتحدة، وتوفي في 13 مارس 1943 في كورسيكانا في الولايات المتحدة. حزبياً، نشط في الحزب الديمقراطي. وقد انتخب عضو مجلس النواب الأمريكي.